# Oldsmar
Oldsmar é uma cidade localizada no estado americano da Flórida, no condado de Pinellas. Foi incorporada em 1937.

## Geografia
De acordo com o United States Census Bureau, a cidade tem uma área de 25 km², onde 22,5 km² estão cobertos por terra e 2,5 km² por água.

### Localidades na vizinhança
O diagrama seguinte representa as localidades num raio de 16 km ao redor de Oldsmar.

## Demografia
Segundo o censo nacional de 2010, a sua população é de 13 591 habitantes e sua densidade populacional é de 603,2 hab/km². Possui 5 871 residências, que resulta em uma densidade de 260,5 residências/km².